# Mesa del Jagüey
Mesa del Jagüey är en ort i Mexiko.   Den ligger i kommunen Landa de Matamoros och delstaten Querétaro Arteaga, i den centrala delen av landet, 200 km norr om huvudstaden Mexico City. Mesa del Jagüey ligger 1 618 meter över havet och antalet invånare är 104.
Terrängen runt Mesa del Jagüey är varierad. Mesa del Jagüey ligger uppe på en höjd. Runt Mesa del Jagüey är det ganska glesbefolkat, med 42 invånare per kvadratkilometer. Närmaste större samhälle är Xilitla, 20,0 km norr om Mesa del Jagüey. I omgivningarna runt Mesa del Jagüey växer huvudsakligen savannskog.